# Гау Хутици
Гау Хутици (на немски: Gau Chutizi, Chuntizi, Gudici ...; на латински: chutizi orientalis) е през Средновековието гау-графство между реките Заале и Мулде в Саксония на територията на съвременна Саксония-Анхалт, Германия. Графството се намира в източната част на Маркграфство Мерзебург.

## Графове в Гау Хутици
- Гунтер († 13 юли 982 при Кротоне), 974 г. граф в Гау Хутици
- Рикдаг II († 985), 978 г. маркграф на Майсен, 982 г. маркграф на маркграф на Мерзебург и Марка Цайц, 983 г. граф в Гау Хутици, Гау Далеминци и Швабенгау
- Херман I († 1038), 1007 граф в Бауцен, 1009 маркграф на Майсен, 1028 граф в Хасегау и в Гау Хутици (Екехардини)
- Екехард II (1009 доказан, † 24 януари 1046), брат на Херман, граф в Гау Хутици и в Бургвард Тойхерн, 1032 маркграф на Остмарк